# Oreophrynella macconnelli
Oreophrynella macconnelli es una especie de anfibios de la familia Bufonidae.
Se encuentra en Guyana, Venezuela y posiblemente Brasil.
Su hábitat natural incluye bosques secos tropicales o subtropicales y montanos secos.